# إيما (مجلة)
مجلة إيما EMMA هي مجلة نسوية ألمانية. تُنشر كل شهرين في كولونيا بألمانيا.

## تاريخ المجلة
تم إصدار العدد الأول من مجلة إيما EMMA في 26 يناير 1977. أسّس المجلة آليس شفارتسر، الذي لا تزال تعمل ناشرًا ورئيس تحرير حتى اليوم. تم تصميم المجلة على غرار المجلة الأمريكية مس Ms من حيث المحتوى والجمهور المستهدف والتصميم. يقع مقر المجلة الرئيسي في كولونيا، وتم إطلاق موقع EMMA الإلكتروني على الويب في ديسمبر 2002.
يعتبر اسم المجلة تلاعب بالألفاظ لمصطلح التحرر (بالألمانية).
كانت مجلة إيما EMMA منذ تأسيسها مجلة نسائية رائدة في ألمانيا، والمجلة السياسية الوحيدة في أوروبا التي تديرها النساء بالكامل.
انتُقدت المجلة بسبب موقفها المرئي والناشط. ومع ذلك، فقد أثرت المجلة على المجتمع الألماني، وخلقت الوعي والمناقشات حول القضايا الاجتماعية والنساء.
كانت المجلة تُنشر كل شهرين حتى عام 2010، ثم بدأت المجلة تصدر كل فصل في عام 2010، ولكنها عادت لتصدر مرة أخرى كل شهرين في عام 2013.
بيلغ التوزيع التقديري للمجلة 60,000 نسخة في عام 2012.

## مؤلفات
- Alice Schwarzer: Emma. Die ersten 30 Jahre. München 2007: Kollektion Rolf Heyne. (بالألمانية)

## روابط خارجية
- Official website (بالألمانية)

- EMMA at grassrootsfeminism.net